# Thomas Naogeorg

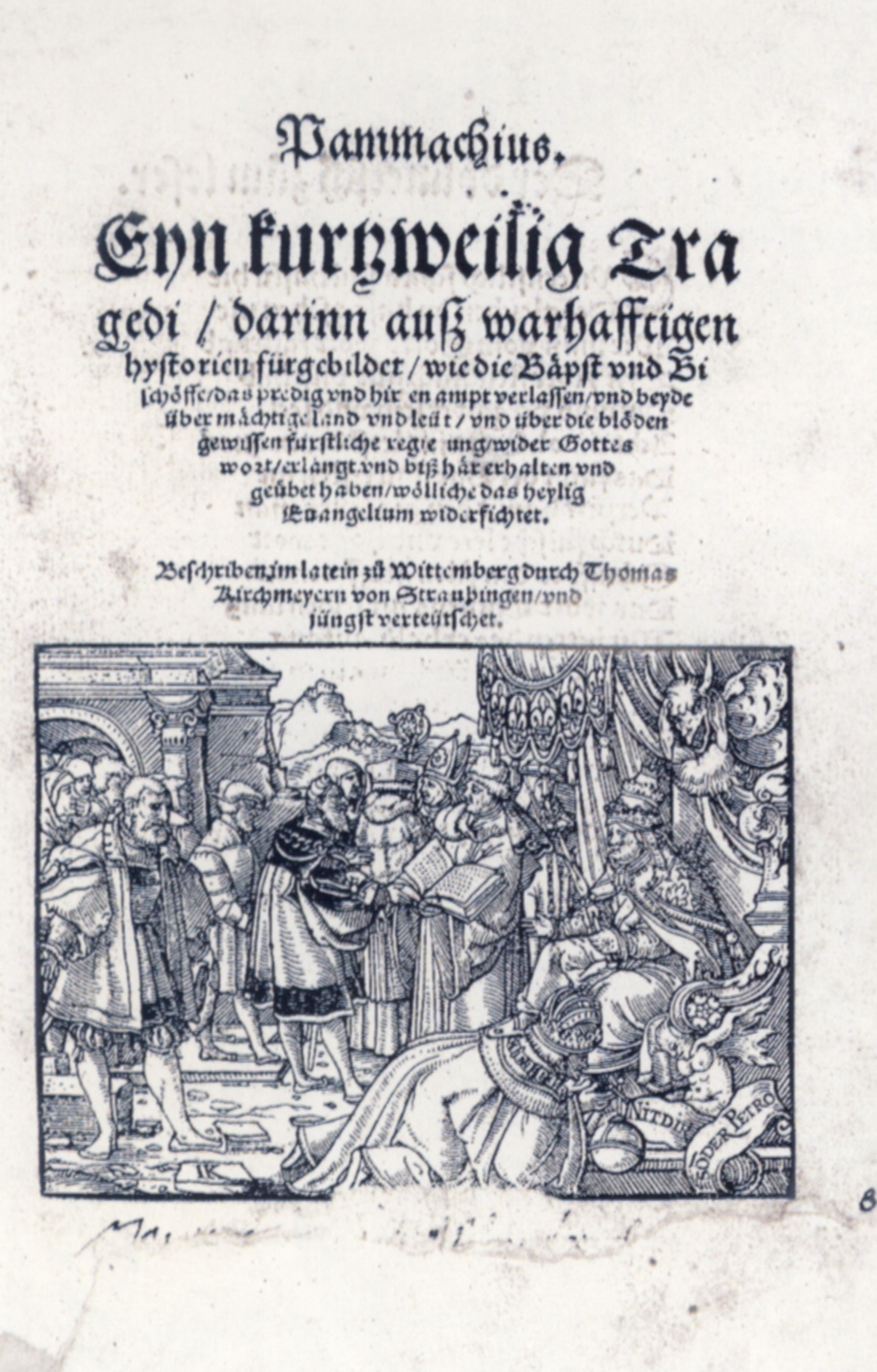
Pammachius, Bern 1545

Thomas Naogeorg(us), auch Thomas Kirchmeyer, Kirchmair, Neubauer (* 21. Dezember 1508 in Straubing; † 29. Dezember 1563 in Wiesloch) war ein deutscher neulateinischer Dramatiker, evangelischer Theologe, Pamphletist und Reformator. Mit seinen dramatischen Dichtungen hat er eine große Wirkung in der Reformationszeit ausgeübt. 

## Leben
Naogeorg stammte aus bürgerlichen Verhältnissen. Er trat zuerst in das Regensburger Dominikanerkloster ein. Dieses verließ er 1526, um sich der Reformation anzuschließen. Er besaß eine gründliche humanistische Bildung, die er in Tübingen mit einem Magistergrad erworben hatte. Von ihm selbst hören wir nur, dass er Martin Luther die große Erkenntnis seines Lebens verdankte und durch ihn zum Kampf bestimmt worden war. Hinsichtlich der Lehre stand er aber auch später frei und selbständig da, so dass die Wittenberger Lehrer mit ihm nicht immer einverstanden waren.
1533 bis 1535 war er Pfarrer in Mühltroff, dann in Sulza und siedelte 1541/42 nach Kahla über. Als er seine Auslegung des 1. Johannesbriefs veröffentlichen wollte, verweigerten die Wittenberger Reformatoren Luther und Melanchthon die Druckerlaubnis. Diese nahmen Anstoß an seiner Lehre, die Erwählten behielten trotz ihrer Sünde den Heiligen Geist. Bei Hofe war er wegen seiner Dichtungen gut angesehen und setzte den Druck seines Werkes durch, wurde sogar 1544 als Prediger zum Reichstag zu Speyer mitgenommen. Nach Luthers Tod kam er erneut in Verdacht, in der Abendmahlslehre nicht richtig zu lehren. Caspar Aquila wandte sich im Frühjahr 1646 gegen ihn. Beim Verhör in Weimar konnte er sich betreffs der Abendmahlslehre rechtfertigen, bezüglich der Sündelosigkeit der Erwählten wurde er abgelehnt.
Nach einem weiteren Streitfall verließ er Kahla und ging nach Augsburg, das ihn früher als Prediger haben wollte. Aber in den Wirren des Augsburger Interims konnte er weder in Kaufbeuren noch in Kempten, Basel und Stuttgart Fuß fassen. In Esslingen am Neckar konnte er nicht bleiben, weil er sich zu sehr in einem Hexenprozess exponierte. Als Naogeorg 1562 Hexen für einen großen Hagelsturm verantwortlich machte und ihre strenge Bestrafung forderte, traten ihm die Stuttgarter Pfarrer Matthäus Alber und Wilhelm Bidembach in Predigten entgegen.
Berühmt machten Naogeorg seine lateinischen Dramen, die nicht nur ins Deutsche, sondern auch in andere Sprachen übersetzt wurden. Heftig ist seine Polemik gegen das Papsttum. Seine Gedichte sind in der Hauptsache während seiner unsteten Wanderschaft entstanden, bis er als Pfarrer in Wiesloch an der Pest starb. In Erinnerung an sein Wirken vergibt die Evangelische Kirchengemeinde Wiesloch jährlich den Thomas-Naogeorgus-Preis für außergewöhnliche Leistungen im evangelischen Religionsunterricht.

## Werke
- Pammachius, 1538. (online Berlin 1891, Hrsg. Johannes Bolte und Erich Schmidt)
- Mercator seu judicium, Tragödie, 1540
- Incendia seu Pyrgopolinices, Drama, 1541
- Hamanus, Tragödie, 1543
- Carmen de bello Germanico, Gedichte, 1548
- Epitome ecclesiasticorum dogmatum, 1548
- Agricultura sacra, 1550
- Hieremias, Tragödie, 1551
- Iudas Iscariotes, Drama, 1552
- Satyrarum libri quinque, 1555
- Regnum papisticum, 1555
- Thomas Naogeorg: Sämtliche Werke, hrsg.: Hans-Gert Roloff, Berlin 1975 f. (de Gruyter).

## Hinweis
Man findet in Lexika noch häufig, dass Naogeorg 1511 in „Hubelschmeiß bei Straubing“ geboren sei. Es gibt jedoch kein „Hubelschmeiß“. Die Bedeutung von „Heubelschmeißer“, wie Naogeorg gelegentlich bezeichnet wurde, ist zwar noch unsicher, jedoch mit ziemlicher Sicherheit kein Hinweis auf seinen Geburtsort. Als Geburtsjahr wird mittlerweile eher 1508/09 angenommen, nicht mehr wie früher 1511. (Siehe Werner Friedrich 1988)